# وليام كاغني
وليام كاغني (بالإنجليزية: William Cagney)‏ مواليد 26 مارس 1905 في نيويورك، نيويورك، الولايات المتحدة - الوفاة 3 يناير 1988 في نيوبورت بيتش، الولايات المتحدة، هو ممثل ومنتج أمريكي بدأ مسيرته الفنية سنة 1933. من أعماله يانكي دودل داندي.

## روابط خارجية
- وليام كاغني على موقع IMDb (الإنجليزية)
- وليام كاغني على موقع ألو سيني (الفرنسية)
- وليام كاغني على موقع أول موفي (الإنجليزية)
- وليام كاغني على موقع قاعدة بيانات الأفلام السويدية (السويدية)
- وليام كاغني على موقع قاعدة بيانات الفيلم (الإنجليزية)
- وليام كاغني على موقع كينوبويسك (الروسية)